# Strepenziekte (gerst)
Strepenziekte is een plantenparasitaire schimmel, die onder andere gerst aantast. De ongeslachtelijke fase wordt Drechslera graminea genoemd en de geslachtelijke fase Pyrenophora graminea. De schimmel leeft als mycelium in de gerstkorrel en als deze kiemt veroorzaken schimmeldraden via de coleorhiza een systemische infectie van de kiemplant. De schimmel wordt uitsluitend met het zaaizaad overgedragen.

## Symptomen
Ernstige aantasting van kiemplanten kan meer uitstoeling en sterfte veroorzaken, maar de symptomen treden meestal pas op het tweede of derde blad op, waarbij tussen de nerven lange, chlorotische of gele strepen op de bladeren verschijnen. Later zijn de meeste bladeren en bladscheden aangetast. In de chlorotische of gele strepen ontstaan later donkerbruine strepen. De bladeren scheuren, rafelen, verdrogen en vallen af. De planten komen niet in aar, de aren blijven rechtopstaan of de aren zijn krom, doordat de kafnaalden in de bladschede blijven zitten. Verder kunnen ze misvormd en verkleurd zijn. Van gezonde planten kunnen door de conidiën alleen de aren geïnfecteerd worden. Een infectie van de zaailingen wordt bevorderd bij bodemtemperaturen onder 12 °C. Temperaturen boven 15 °C remmen de infectie. Een hoge luchtvochtigheid tijdens de bloei die minimaal 16 uur aanhoudt (bij 12 °C) zorgt ervoor dat de schimmel in grote hoeveelheden conidia vormt en veel aren van gezonde planten infecteert.

## Morfologie
Ongeslachtelijke fase:
- Pycnidia worden zelden in de natuur waargenomen. Ze hebben een diameter van 70-176 μm, bolvormig tot peervormig en ontwikkelen zich oppervlakkig of gedeeltelijk onder het oppervlak. De wand is dun en breekbaar en is geel tot bruin, met een korte ostiole. De bolvormige of ellipsoïdale, doorzichtige pycnidiosporen zijn 1,4-3,2 × 1,0-1,6 μm groot en hebben geen tussenwanden.[2]
- Conidia worden lateraal en terminaal gevormd op conidioforen, die meestal voorkomen in clusters van drie tot vijf. De conidia zijn recht met afgeronde uiteinden en 11-24 × 30-100 μm groot. Ze zijn halfdoorzichtig tot geelbruin en hebben maximaal zeven dwarse septa. De conidiën kunnen de aren infecteren en vervolgens de graankorrels. Op voedingsbodem is het mycelium grijs tot olijfkleurig en vaak zonder sporen. Conidia kunnen op voedingsbodem worden gevormd wanneer geïnfecteerde gerststukken op wateragar worden geplaatst en geïncubeerd onder dagelijkse lichtomstandigheden gevolgd door een koele periode.

Geslachtelijke fase:
- Perithecia komen weinig voor. Ze kunnen in de herfst in het gerststro worden gevormd. De perithecia zijn 576-728 × 442-572 μm groot. Ze zitten oppervlakkig tot gedeeltelijk onder het oppervlak en zijn langwerpig, met stijve setae aan het oppervlak. De asci zijn knotsvormig of cilindrisch, duidelijk bitunicaat en afgerond aan de top, met een korte steel aan de basis. Ascosporen zijn 43-61 × 16-28 μm groot, licht geelbruin, ellipsvormig en aan beide uiteinden afgerond met transversale septa en een, soms twee, septa in de mediane cellen maar nooit in de terminale cellen.